# Silent Pioneers
Silent Pioneers (deutsch „Stille Pioniere“) ist ein US-amerikanischer Dokumentarkurzfilm aus dem Jahr 1985. Er stellt die Biografien mehrerer über 65-jähriger Schwulen und Lesben vor. Die Porträtierten berichten dabei selbst von ihren Lebensgeschichten, die oft von gesellschaftlicher Homophobie, aber auch privatem Glück geprägt waren. Zudem wird die Arbeit der LGBT-Organisation SAGE beleuchtet, die sich für ebenjene Altersgruppe einsetzt.
Die Idee zur hauptsächlich mittels staatlichen Fördergeldern und Privatspenden finanzierten Produktion stammte vom öffentlichen Fernsehsender PBS. Anfang der 1980er strahlte der öffentlich-rechtliche Rundfunk in den USA häufig von unabhängigen Filmschaffenden gedrehte Produktionen über verschiedene Aspekte von Homosexualität aus.
Silent Pioneers kam erstmals im April 1985 in die US-amerikanischen Kinos und wurde seitdem regelmäßig auf Filmfestivals sowie Kulturveranstaltungen aufgeführt. Kritiker äußerten sich positiv über die Produktion, während mehrere Dozenten sie als Lehrmaterial empfahlen.

## Handlung
Mehrere aus US-amerikanischen Großstädten stammende, ältere Homosexuelle erzählen hintereinander von ihrem Leben. Weil die Handlung einer thematischen Anordnung folgt, wechseln sich die jeweiligen Interviewten oft nach wenigen Sätzen ab. Neben den Senioren kommen heterosexuelle Passanten sowie leitende Angestellte einer LGBT-Organisation zu Wort. Die Regisseurin Lucy Winer stellt einige Nachfragen, liefert dem Publikum aber keine näheren Erklärungen zu den angesprochenen Themen.

### Passanten
Winer fragt ältere Passanten nach deren Meinung über Schwule und Lesben aus der eigenen Generation. Während einige für eine Akzeptanz dieser Gruppe appellieren, äußern andere negative Ansichten. So rät eine Frau ihnen, sich ihre sexuelle Orientierung in der Kirche, vorzugsweise eine der Pfingstbewegung, „austreiben“ zu lassen. Eine andere verneint, ob sie sich das Eingehen einer lesbischen Beziehung vorstellen könne. Sie habe solche „Tendenzen“ bereits in ihrer Kindheit aufgrund ihrer „Einflüsse“ zurückgewiesen und als „ungesund“ betrachtet. Ein Mann spricht allen Homosexuellen pauschal eine hohe Promiskuität aus.

### SAGE
Die SAGE (kurz für Senior Action in a Gay Environment), eine Organisation für queere Senioren, veranstaltet in New York eine Party. Die Besucherin Jerri Kalbas erklärt, im Laufe ihres Lebens wegen ihrer Homosexualität oft angefeindet worden zu sein. Die Art von Freiheit, die sie nun auf der Feier erlebe, hielt sie daher für unmöglich. Audre Seitzova, eine weitere Gästin, rät jungen Lesben, sie selbst zu sein. Ungefähr eine halbe Stunde später kommen der SAGE-CEO Ken Dawson und die Mitgründerin Chris Almvig zu Wort.
Almvig erklärt, dass sie und ihre Mitstreiter homosexuellen Älteren soziale Dienste, etwa Begleit- und Besuchsprogramme, zugänglich machen wollten. Entgegen ihrer Erwartungen habe sich SAGE zu einem intergenerationellen, „wahrhaft solidarischen“ Projekt mit über 25.000 Mitgliedern entwickelt. Für Dawson wirke SAGE nicht nur stereotypen Vorstellungen vom Älterwerden, sondern auch Altersdiskriminierung, internalisierter Homophobie und Suizidalität entgegen. Er selbst erhalte durch die Begegnung mit Personen, die trotz jahrelanger Diskriminierung einen erfüllten Alltag haben, Hoffnung für sein eigenes späteres Leben.

### Gean Harwood und Bruhs Mero
Die beiden New Yorker Gean und Bruhs sind seit 54 Jahren zusammen. Der Musiker Gean begleitete Bruhs bei dessen Tanzauftritten am Klavier und verliebte sich bereits bei ihrem ersten Treffen in ihn. Obwohl Bruhs zu dem Zeitpunkt verlobt war, erwiderte er mit der Zeit Geans Gefühle und trennte sich schließlich von seiner Freundin. Ein Grund für die Langwierigkeit ihrer Beziehung sei die fehlende maskulin-feminine Rollenverteilung, die es in vielen schwulen Partnerschaften gebe. Zudem liebten sich die beiden im Gegensatz zu den meisten Paaren immer noch, wenn auch die körperliche Äußerung der Liebe weniger werde.
Die Länge ihrer Beziehung sei laut Gean schon deshalb ungewöhnlich, da Bruhs und er sie aus Angst vor ablehnenden Reaktionen nicht nur vor ihren Eltern, sondern selbst vor ihren engsten Freunden lange verheimlichten. Auch bei der Arbeit versuchte Gean, so heterosexuell wie möglich zu wirken, und vermied als effeminiert geltende Kleidung oder Gesten. Er überdachte seine negative Meinung über feminine Schwule, als er von der tragenden Rolle von Dragqueens bei den Stonewall-Demonstrationen erfuhr. Bruhs ergänzt, dass er durch Stonewall zur Erkenntnis kam, wonach sich alle Homosexuelle zusammenschließen sollten.

### Fred Gottschalk
Der ebenfalls in New York wohnende deutsche Jude Fred kam als junger Mann in die USA. Seine Familie fragte ihn früher immer wieder nach dem Grund für sein Singledasein. Er outete sich schließlich, indem er sie vorwarnte, dass ihm aufgrund des § 175 „etwas zustoßen“ könne. In der Gegenwart hat der an Krebs Erkrankte mit Sheldon einen deutlich jüngeren Freund, der ihn bei Alltagstätigkeiten unterstützt. Fred beschreibt die platonische Beziehung als ein ihm neuen Lebensmut gebendes Wunder.
SAGE ist wie für andere queere Senioren ein wichtiger Treffpunkt für Fred geworden. Er ist aufgrund der Behandlungen, denen er sich unterziehen muss, deprimiert, zumal einer seiner Freunde nicht lange nach einer Routineuntersuchung an Lungenkrebs starb. Fred sei früher kein politischer Aktivist gewesen, habe sich aber nach Stonewall dazu entschieden. Sein Aktivismus sei auch im Kampf gegen die Krankheit hilfreich, weswegen er hoffe, noch lange weiterzuleben, um sich für weitere Minderheiten einsetzen zu können. Trotz seiner Erwartung, zumindest die Filmpremiere mitzuerleben, verstarb er noch vor Veröffentlichung der Produktion.

### Maria Yemariamfere
Maria, die in einer selbstbestimmten Wohnanlage in Baltimore lebt, erkannte ihre sexuelle Orientierung bereits früh, was sie aufgrund der negativen sozialen Ansichten über Homosexualität belastete. Sie hatte deswegen Beziehungen mit Männern und suchte mehrere Psychiater auf, die sie von ihrer Sexualität abbringen sollten. Ein Therapeut fragte sie, ob Homosexualität wirklich derart schlecht sei, was bei Maria zur Selbstakzeptanz führte. Als sie sich zum ersten Mal als Lesbe bezeichnete, habe sie sich vollkommen gefühlt.
Bei einem Abendessen stellte Maria der Familie ihre Partnerin Sherri vor. Ihre Tochter war von dem Coming-out nicht überrascht. Marias Enkelsohn hingegen reagierte zunächst schockiert, respektiere seine Großmutter nun jedoch noch mehr. Im Gegensatz zu ihren Angehörigen wissen die meisten der Anlagenbewohner nichts von Marias sexueller Orientierung. Viele Ältere seien in Bezug auf Homosexualität intolerant und besäßen klischeehafte Vorstellungen darüber, denen Maria aufgrund ihrer Feminität nicht entspreche. Sie ermutige andere schwarze Schwule und Lesben, gesellschaftliche Stereotype über ihre Gemeinschaft anzufechten.

### Barbara Deming
Die Aktivistin und Schriftstellerin Barbara hatte früher männliche Partner, die entweder stereotypen Geschlechterrollen anhingen oder die sie nach dem Sex als „Fremde“ betrachtete. Eines Tages schrieb Barbara in ihr Notizbuch I am a lesbian, warf den Satz aber aus Angst vor einem Outing weg. Nach einem Blick auf den Papierschnipsel beschloss sie wenig später, ihre Sexualität nicht mehr zu verbergen. Barbara sieht sich als privilegiert, da sie sich aufgrund ihrer beruflichen Unabhängigkeit problemlos aktivistisch betätigen und öffentlich outen konnte. Winer fragt Barbara, ob sie ihre Homosexualität jemals bereute. Sie antwortet, zwar von ihrem Leben als Lesbe etwas „ramponiert“, aber gleichzeitig froh zu sein, ihre wahre Identität gelebt zu haben.
Barbara, die aus gesundheitlichen Gründen in die Florida Keys zog, gründete vor Kurzem bei sich zuhause einen Frauentreffpunkt. Ein Mitglied ist ihre Lebensgefährtin Jane. 20 Jahre, nachdem sie sich am College kennen lernten, trafen die beiden zufällig erneut aufeinander. Jane ließ sich gerade von ihrem Ehemann scheiden, während Barbaras langjähriges Verhältnis zu ihrer Partnerin geendet war. Sie hatten bereits während des Studiums Gefühle für einander, die Jane aber aus Furcht vor einer Zurückweisung nicht offen bekundete. Auch darauf basierend mache Barbara die Gegenwart glücklich, da junge Lesben freier mit ihrer sexuellen Orientierung umgehen und einen eigenen Weg wählen könnten, statt gesellschaftlichen Vorgaben zu folgen.

### Merle Markland
Merle wusste ab ihrem fünften Lebensjahr, „anders“ zu sein, und erkannte irgendwann, Frauen zu lieben. Sie hielt das für einen Fehler, da sie keine homosexuellen Bezugspersonen hatte. Deswegen ging sie eine Beziehung mit einem Mann ein. Merle mochte ihn zwar zunächst, beendete das Verhältnis aber, weil sie sich bereits bei seinen Umarmungen unwohl fühlte. Sie gab sich weiterhin als Heterosexuelle aus, wenngleich sie auf den Straßen Chicagos oft maskuline Frauen ansprechen wollte, die sie für Butches hielt, wozu sie jedoch nicht den Mut aufbrachte. Merle fand schließlich eine Freundin, mit der sie 58 Jahre lang zusammen war.
Nach dem Tod ihrer Partnerin suchte Merle im Telefonbuch nach Treffpunkten für ältere Lesben und fand lediglich Bars. Einige Betreiber erklärten sich bereit, ihre Nummer an Interessierte weiterzugeben. Letztlich war diese Methode nicht erfolgreich, weswegen Merle weitersuchte und auf eine Beratungshotline für ältere Lesben stieß, durch die sie viele neue Freunde kennen lernte. Sie wäre laut eigener Aussage gerne 50 Jahre jünger, da sich gerade viel ändere. Durch die Reflexion und Aufklärungsarbeit junger Leute nehme Homophobie ab. Merle verlange selbst von Heterosexuellen lediglich Akzeptanz, um frei leben zu können.

### Brother Paul
Der 84-jährige Paul lebt mit einigen Hunden, Pferden sowie Ziegen, die er als seine Familie bezeichnet, auf seiner eigenen Ranch El ermitaño in Tucson. Früher war er Mönch, verließ das Kloster mit 60 und wurde stattdessen Pferdehüter. Sein Coming-out hatte Paul im Alter von 72, als er in die Stadt kam und erstmals andere schwule Männer traf. Seine Sexualität ändere nichts an seinem Glauben, zumal heutige Priester Homosexuelle im Vergleich zur Vergangenheit viel toleranter behandelten. Er danke Gott jeden Tag für sein Leben auf der Ranch, seine Mitgliedschaft in einer städtischen Schwulenvereinigung sowie seine Identität.
Laut Paul hielten viele Heterosexuelle den Alltag von Homosexuellen aufgrund derer fehlenden Familie für traurig. Allerdings treffe das nicht zu, auch da er selbst im Vergleich zu heterosexuellen Männern mehr Freiheiten und weniger Verpflichtungen besäße. Auf die Frage, was er vom Schwulsein halte, antwortet Paul, sich nicht wirklich als schwul zu betrachten. Er möge Frauen, bevorzuge jedoch Männer. Letztlich lasse sich Homosexualität ohnehin nicht genau erklären. Am wichtigsten sei, nicht dagegen anzukämpfen. Wer die eigene gleichgeschlechtliche Orientierung unterdrückt, leide lebenslang und werde niemals glücklich.

### Frank Garrett
Für Frank aus Miami gebe es hinsichtlich des Älterwerdens keine großen Unterschiede zwischen Hetero- und Homosexuellen. Beide Gruppen hätten im Alter gewisse Probleme, etwa fehlende Finanzen oder Einsamkeit, wobei letzteres eine Frage der Einstellung sei. Frank ist mit schwulen Männern verschiedener Altersgruppen befreundet, die bei ihm frühstücken. Viele junge Mitglieder der homosexuellen Gemeinschaft seien aufgrund der Ablehnung ihrer Eltern bei sich zuhause nicht willkommen. Frank stellt ihnen seine Wohnung als Treffpunkt zur Verfügung, weswegen sie in ihm eine Vater- und Großvaterfigur sehen. Der Tod seines Lebensgefährten, mit dem er 41 Jahre zusammen gewesen war, habe in ihm eine große Leere hinterlassen. Frank konnte sich nicht zuhause um den als geschäftsunfähig Eingestuften kümmern, da er nicht die notwendigen Kapazitäten dafür besaß. Ihm war es daneben wegen der rechtlichen Nichtanerkennung ihrer Beziehung unmöglich, staatliche Finanzierungshilfen zu beantragen, weswegen sein Partner in einem Pflegeheim leben musste.

## Produktion
Anfang der 1980er wurden LGBT-Thematiken von der US-amerikanischen Filmindustrie weitgehend ignoriert. Dafür begannen einige unabhängige, queere Filmschaffende, Produktionen mit dem Schwerpunkt zu drehen. Davon waren viele Dokumentarfilme, die den Alltag von Homosexuellen festhielten. Mit der Zeit widmeten sich immer mehr Regisseure auch Untergruppen innerhalb der schwul-lesbischen Gemeinschaft, etwa Jugendlichen oder asiatischen Amerikanern. Die öffentlich-rechtlichen Sender spielten eine wichtige Rolle bei der Verbreitung der Filme, die sie landesweit ausstrahlten. Gelegentlich bestellten sie auch selbst welche.
Silent Pioneers, eine Kurzproduktion über schwule und lesbische Senioren, wurde im August 1984 von WNET in Auftrag gegeben, einem zu PBS gehörenden Kanal aus New York. Von den 50.000 Dollar hohen Produktionskosten übernahm die städtische Kulturstiftung New York Council for the Humanities 39.000. Die restlichen 11.000 kamen durch Spenden zusammen; zu den privaten Förderern gehörten der Schauspieler Harvey Fierstein und die Menschenrechtsaktivistin Maggie Kuhn.
Regisseurin des Films war Lucy Winer, die regelmäßig Dokus über die Rolle von Homosexualität in der US-amerikanischen Gesellschaft dreht. Sie engagierte für Silent Pioneers die Kamerafrau Paula de Koenigsberg, mit der sie bereits in der Vergangenheit zusammengearbeitet hatte. Die Produktion wurde von der auf Dokumentarfilme spezialisierten WNET-Angestellten Patricia Giniger Snyder übernommen.
Der Titel des Films bezieht sich auf die darin Porträtierten, da einerseits ältere Homosexuelle zum Drehzeitpunkt in der US-amerikanischen Gesellschaft kaum wahrgenommen wurden und sie zum anderen als eine der ersten Vertreter dieser Gruppe öffentlich über ihr Leben sprachen.

## Veröffentlichung
Silent Pioneers feierte seine Uraufführung am 17. April 1985 im Programmkino Nuart Theatre in Los Angeles. Im Mai war es beim Seattle International Film Festival, im Juni beim Frameline Filmfestival, im September auf dem Chicago International Film Festival und im Februar des darauffolgenden Jahres bei der Women’s Film Week im Walker Art Center zu sehen. Die deutsche Premiere von Silent Pioneers war am 22. Mai 1989 während der Schwule Filmwoche Freiburg. Am 11. April 1991 wurde der Film anlässlich der Lesbian Bisexual Gay Awareness Week an der University of Maine gezeigt, am 23. Juni 1994 innerhalb einer Ausstellung über die New Yorker Stadtgeschichte im Museum of Modern Art. Im Oktober desselben Jahres war die Produktion Teil des Filmprogramms bei der ersten Begehung des LGBT History Month, eines der LGBT-Gemeinschaft gewidmeten Gedenkmonats, an der University of Missouri–St. Louis.
Am 10. Mai 1985 erfolgte die US-amerikanische Fernsehpremiere von Silent Pioneers auf PBS. Im September 1986 wurde die Produktion auf dem britischen Kanal Channel 4 innerhalb der an LGBT-Personen gerichteten, wöchentlichen Filmreihe In the Pink gezeigt.
Silent Pioneers wurde auf VHS herausgebracht, allerdings nicht als Heimkinoveröffentlichung. Die Kassette befindet sich unter anderem im Bestand etlicher US-amerikanischer und ausländischer Universitäten, der Bibliothek von San Francisco sowie des deutschen Filmverleihs Salzgeber.

## Rezeption
Für den Los Angeles Times-Kritiker Len Klady sei Silent Pioneers ein bemerkenswertes Dokument über ältere Mitglieder der US-amerikanischen, homosexuellen Gemeinschaft. Es erschließe aufrichtig den Charakter einer wenig toleranten Epoche. Walter Goodman bezeichnete den Film in der The New York Times als berührend. Produzentin und Regisseurin gelinge es durch ihre vernünftige Unaufdringlichkeit, den Interviewpartnern höchst individuelle Erinnerungen, Meinungen, Liebeserklärungen sowie Aufsässigkeiten zu entlocken. Die Erzählungen seien für Homosexuelle besonders bedeutsam, wobei Heterosexuelle sie ebenfalls nachvollziehen könnten.
Der familienwissenschaftliche Dozent Lee Kimmons sowie die leitende Universitätsbibliothekarin Judith A. Gaston sahen in Silent Pioneers ein inspirierendes Profil mehrerer homosexueller Männer und Frauen, die Homophobie sowie gesellschaftlicher Ablehnung trotzten. Der überragende Film sei nicht nur einfühlsam, sondern fechte auch Stereotype über das Älterwerden, Schwule und Lesben an. Die Soziologiedozentin Patricia K. Cianciolo nannte Silent Pioneers einen zeitlosen Klassiker. Selbst Jahre nach der Veröffentlichung bleibe er ein intimes und berührendes Porträt, das dem Publikum eine gute Illustration der verbesserten, aber mitunter immer noch schwierigen gesellschaftlichen Lage von Schwulen und Lesben liefere. Gleichzeitig baue die Produktion Vorurteile über diese Personengruppe ab. Deswegen eigne sie sich gut als verschiedene Perspektiven lieferndes Lehrmaterial über die Themen Älterwerden sowie Homosexualität. Der Filmwissenschaftler Daniel Mangin, die Frauenforschungsdozentin Laurie Crumpacker und die Soziologiedozentin Eleanor Vander Haegen empfahlen ebenfalls die Verwendung des Films in Kursen.

## Nominierung
Auf dem Chicago International Film Festival 1985 war Silent Pioneers für den Gold Hugo in der Kategorie Bester Dokumentarfilm nominiert.